# Shorea richetia
Shorea richetia är en tvåhjärtbladig växtart som beskrevs av Symington. Shorea richetia ingår i släktet Shorea och familjen Dipterocarpaceae. Inga underarter finns listade i Catalogue of Life.